# The Timber Wolf (film 1916)
The Timber Wolf è un cortometraggio muto del 1916 diretto da George Cochrane.

## Produzione
Il film fu prodotto dall'Universal Film Manufacturing Company (come Big U).

## Distribuzione
Distribuito dall'Universal Film Manufacturing Company, il film - un cortometraggio di una bobina - uscì nelle sale cinematografiche USA il 15 settembre 1916.